# KkStB 97
Die kkStB 97 war eine Tenderlokomotivreihe der k.k. Staatsbahnen (kkStB) für den Lokalbahndienst. Die Lokomotiven waren in der gesamten österreichischen Reichshälfte verbreitet, wo die Neigungsverhältnisse und die Zuglasten den Einsatz der vergleichsweise leistungsschwachen Lokomotiven zuließen. Lokomotiven gleicher Bauart wurden auch von vielen privaten Eisenbahnunternehmen für ihre Lokalbahnen beschafft. Infolge des Zerfalls Österreich-Ungarns nach dem Ersten Weltkrieg verblieben viele Lokomotiven auf dem Gebiet der Nachfolgestaaten. Dort blieben sie bis in die 1960er Jahre in Betrieb.
Aufgrund ihrer gedrungenen Bauart trugen die Maschinen den Spitznamen Kaffeemühle.

## Geschichte

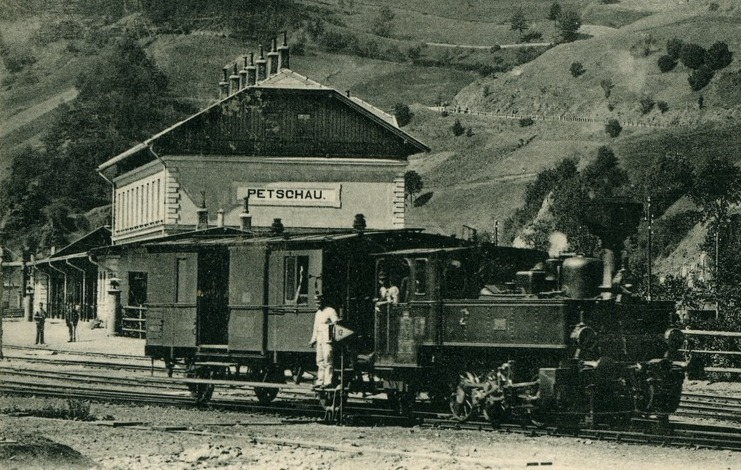
Eine kkStB 97 beim Verschub im Bahnhof Petschau (1899)

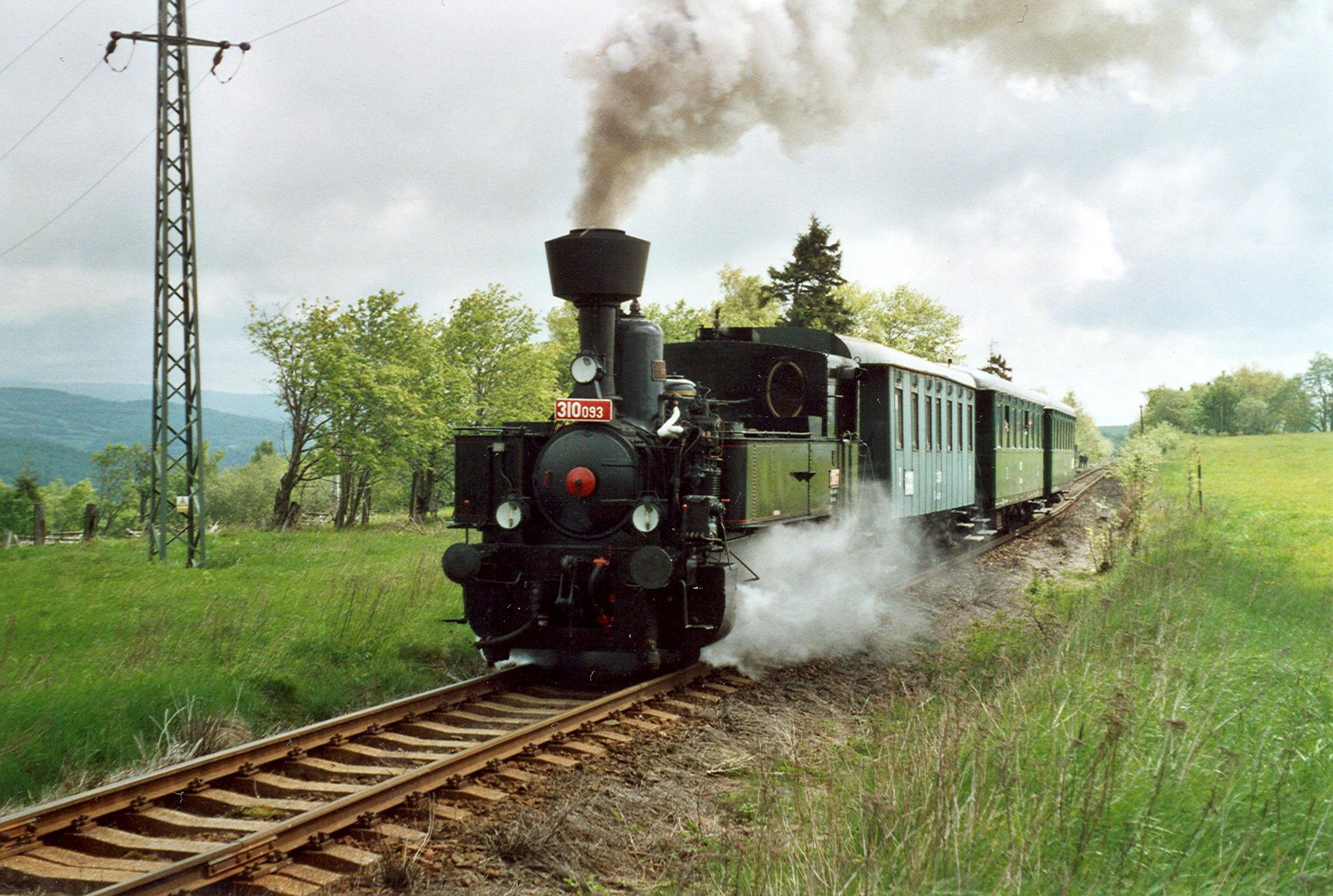
ČSD 310.093 mit Sonderzug bei Křimov

Die kleinen, dreifach gekuppelten Lokomotiven wurden von allen österreichischen Lokomotivfabriken zwischen 1878 und 1911 in einer Gesamtzahl von 228 Stück gebaut.
Die ersten vier Exemplare wurde von der Wiener Neustädter Lokomotivfabrik für die im Betrieb der Mährisch-Schlesischen Centralbahn (MSCB) stehende  Staatsbahn Kriegsdorf–Römerstadt gebaut. Sie besaßen noch ein gänzlich offenes Führerhaus. Aufgrund deren guter Bewährung wurde die Konstruktion schließlich für die Belange der k.k. Staatsbahnen weiterentwickelt.

### Stationierung und Nummerierung
Im Detail gehörten die 97.01–03 zur Dalmatiner Staatsbahn, die 97.04–06 zur Arlbergbahn, die 97.07–08 zur Galizischen Transversalbahn, die 97.16–19 zur Mährisch-Schlesischen Centralbahn, die 97.20–23 zur Staatsbahn Unter Drauburg–Wolfsberg, die 97.24–25 zur Staatsbahn Mürzzuschlag–Neuberg, die 97.09–15, 51–255 unterstanden direkt den kkStB und die Nummern 97.26–50, 100 und 200 blieben unbesetzt. Mehrere Maschinen wurden von den kkStB auf Rechnung von Bahngesellschaften angeschafft und betrieben, wie beispielsweise im Fall der Zwettler Lokalbahn. Auch die von der Lemberg-Czernowitz-Jassy-Eisenbahn für den Betrieb auf den Bukowinaer Lokalbahnen angeschafften Maschinen kamen ins Nummernschema der kkStB.
Drei weitere Lokomotiven erwarb die private Neutitscheiner Lokalbahn mit den Namen Zuchtel, Neutitschein und Kunewald. Auch die Lokalbahn Littau–Groß Senitz beschaffte zwei entsprechende Lokomotiven. Sie wurden als Nr. 1 Litovek und Nr. 2 Cholina eingeordnet.
Die Südbahngesellschaft (SB), die den Betrieb auf der Staatsbahn Unter Drauburg–Wolfsberg führte, reihte die dort eingesetzten 97.20–23 als Reihe 100 mit den Betriebsnummern 11–14 ein.
Die Lokomotiven der Staatsbahn Mürzzuschlag–Neuberg, auf der auch die SB den Betrieb führte, wurden ebenfalls in die Reihe 100 eingeordnet und erhielten die Betriebsnummern 20–21.
Eine leistungsstärkere, wenn auch nicht so erfolgreiche Weiterentwicklung mit innenliegender Steuerung stellt die Baureihe kkStB 197 dar. Die Österreichische Nordwestbahn ließ mit den Baureihen Xa, b und c durch Anton Elbel eine der sehr kkStB 97 sehr ähnliche Type für den Einsatz auf Lokalbahnen konstruieren, welche sich jedoch in einigen Punkten (u. a. größere Rostfläche, Radstand und Treibraddurchmesser) unterscheidet.
Die Maschinen waren im gesamten alten Österreich aufgrund ihrer universellen Einsetzbarkeit vor leichten Zügen und als Rangierlokomotive, vornehmlich auf Lokalbahnen, anzutreffen.

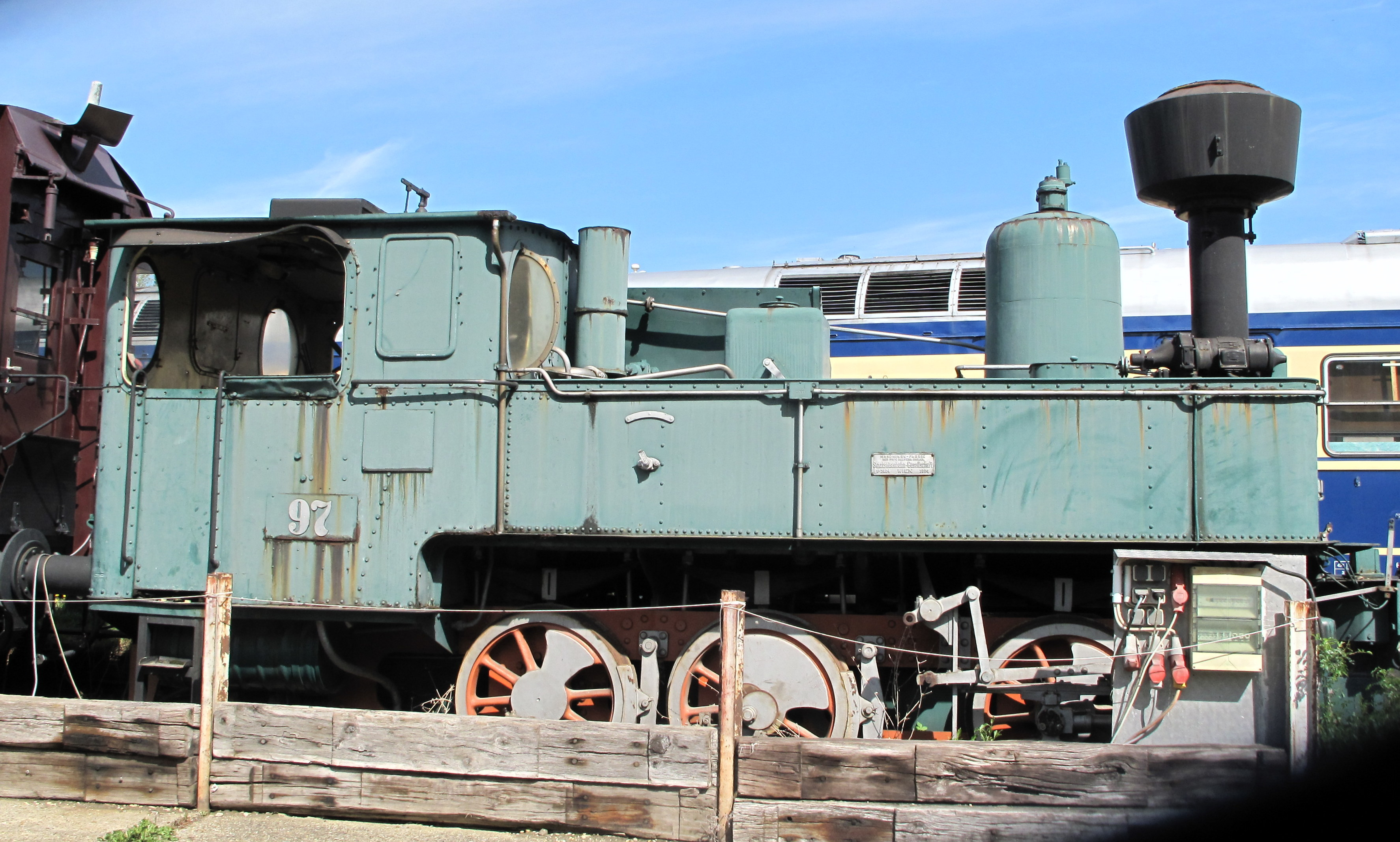
kkStB 97.73 im Eisenbahnmuseum Strasshof

## Verbleib
Nach dem Ersten Weltkrieg verblieb ein großer Teil der Maschinen in der Tschechoslowakei, Jugoslawien, Italien, Polen und Rumänien.
133 Stück kamen zu den Tschechoslowakischen Staatsbahn ČSD, die sie als 310.0 einreihten. Die polnischen PKP ordnete sie als Reihe TKh12 ein, die jugoslawischen JDŽ als Reihe 150 und die italienischen FS als Reihe 822. Auch die Rumänischen Staatsbahnen CFR erhielt Maschinen dieser Reihe, gab ihnen aber keine eigene Reihenbezeichnung.
Die drei Lokomotiven der Neutitscheiner Lokalbahn wurden bei den ČSD 310.908–910.
Zu den BBÖ kamen noch 31 Stück als Reihe 97. Die Deutsche Reichsbahn übernahm davon noch 19 Stück als 98.7011–7028 nach dem Anschluss Österreichs 1938.
Im Laufe des Zweiten Weltkrieges gelangten noch weitere Vertreterinnen dieser Reihe zur Reichsbahn, die sie mit 98.7029–7033 bezeichneten. Nach 1945 wurden drei Maschinen an die MÁV und die JDŽ abgegeben, noch 16 Stück kamen als Reihe 89 zu den ÖBB. Die auf der Lokalbahn Bierbaum–Neudau (Steiermark) eingesetzte 89.240 (Krauss/Linz 1903) wurde sogar mit einem Giesl-Ejektor ausgestattet, um die Auswirkungen dieser Anlage bei Lokomotiven geringerer Leistung zu erproben. Die letzten ÖBB 89er wurden im Jahr 1958 ausgeschieden. Bei den ČSD blieben die Lokomotiven noch bis Ende der 60er Jahre im Betriebsbestand, die letzte „Kafemlejnek“ wurde 1968 mit der 310.097 im Lokdepot Bratislava hl.n. ausgemustert.

## Technische Beschreibung
Bei der Reihe 97 handelt es sich um eine dreifach-gekuppelte Tenderlok mit Nassdampf-Zwillingstriebwerk und einer Leistung von 180 PS. Der Kessel besitzt einen 1,04 m2 großen Rost und bietet 59 m2 Verdampfungsfläche. Die Rohrlänge beträgt 3450 mm und die Dampfspannung 11 Atü. Die Steuerung erfolgt über eine Allan-Steuerung, der Gesamtradstand betrug 2.700 mm. Auf ebener Strecke konnte die Lokomotive 450 Tonnen mit 40 km/h schleppen, auf einer Steigung von 20 ‰ waren sie noch imstande, 130 t mit 20 km/h zu ziehen.
Als Folge der langen Lieferzeit von über 30 Jahren gab es Bauartunterschiede zwischen den einzelnen Lieferserien. Im Besonderen gilt dies für das Führerhaus, den Dampfdom, die Ventilbauarten und die Bauform des Sandkastens. Auch die Wasserkästen wurden vergrößert. Die ursprünglich nur handgebremsten Loks erhielten ab 1902 eine Vakuumbremse Bauart Hardy. Die Loks waren sowohl mit Kobelrauchfang als auch mit Prüßmannschlot ausgestattet. Allen gleich war jedoch die niedrige Kessellage und die bis zur Kesselvorderfront vorgezogenen Wasserkästen, die den Maschinen ihr eckiges Aussehen und damit ihren Spitznamen „Kaffeemühle“ verliehen.

## Erhaltene Lokomotiven
Von dieser Baureihe sind etliche Lokomotiven, zum Teil betriebsfähig, erhalten geblieben.
- 97.02 (ČSD 310.001) – Depot Olomouc (Denkmal)
- 97.20 (ČSD 310.006) – Eisenbahnmuseum Jaroměř – mit Baujahr 1879 älteste erhaltene Lok der Type
- 97.69 (JŽ 150-003) – Eisenbahnmuseum Ljubljana
- 97.73 (ex Werklok Zuckerfabrik Enns) – Eisenbahnmuseum Strasshof
- 97.98 (ČSD 310.037) – Eisenbahnmuseum Lužná u Rakovníka
- 97.152 (ÖBB 69.02) – Eisenbahnmuseum Strasshof (1937 zu BBÖ Baureihe 12 umgebaut)
- 97.161 (ČSD 310.072) – Depot Pilsen
- 97.167 (ČSD 310.076) – Eisenbahnmuseum Lužná u Rakovníka (restauriert)
- 97.194 (ČSD 310.093) – Depot České Budějovice (betriebsfähig)
- 97.198 (ČSD 310.097) – Eisenbahnmuseum Bratislava
- 97.206 (ČSD 310.0102) – Přerov (Denkmal)
- 97.214 (ČSD 310.0107) – Eisenbahnmuseum Bratislava
- 97.227 (ČSD 310.0118) – Technisches Nationalmuseum, Depot Chomutov[3]
- 97.234 (ČSD 310.0123) – Bratislava
- 97.254 (PKP A Tkh12-12) – Bergbaumuseum Tarnowskie Góry
- Nr. 1 LITOVEL der ehem. Lokalbahn Littau–Groß Senitz (ČSD 310.0134) – Depot Turnov (betriebsfähig)

## Bilder

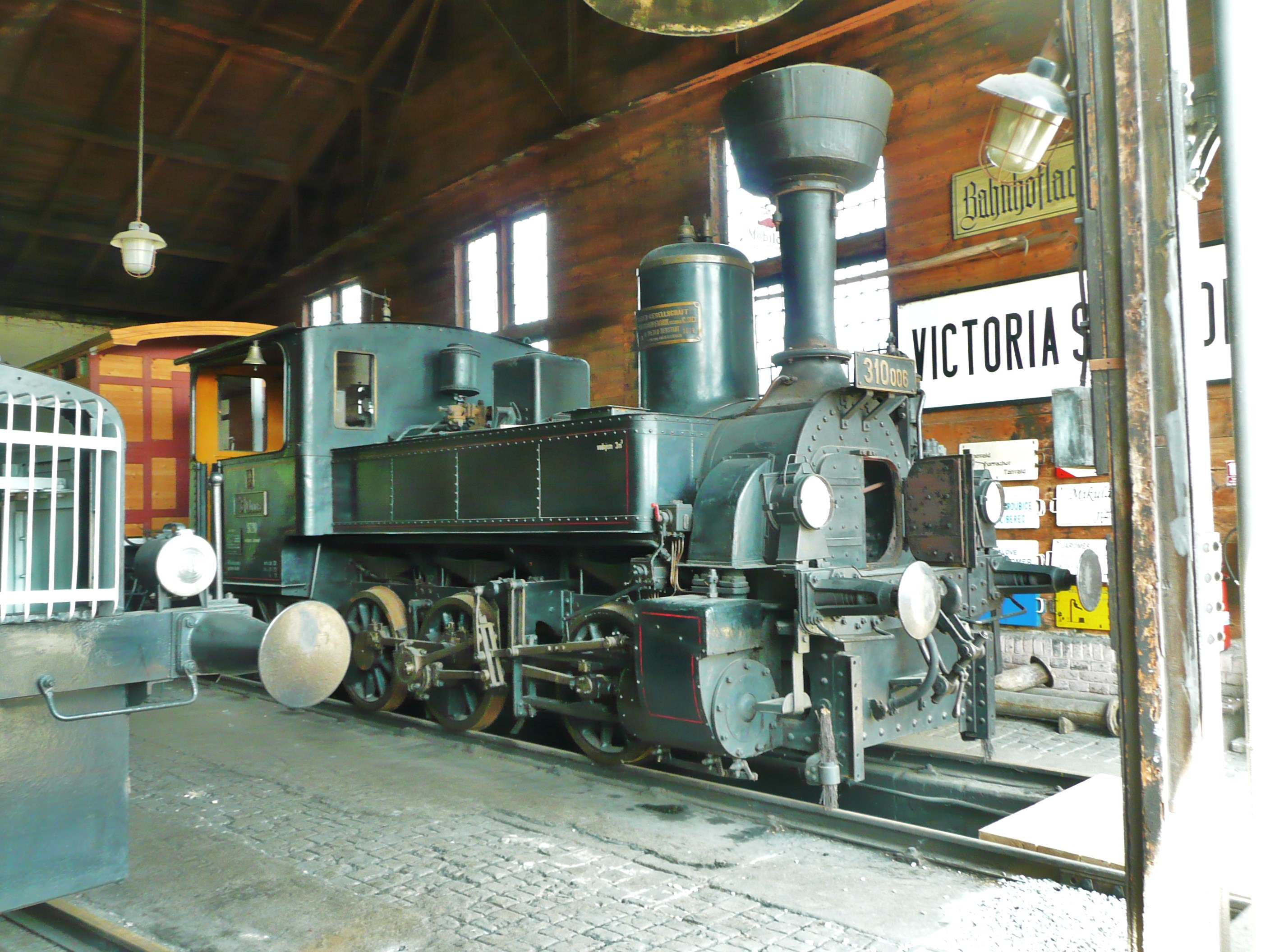
CSD 310.006 (ex kkStB 97.20) im Eisenbahnmuseum Jaromer
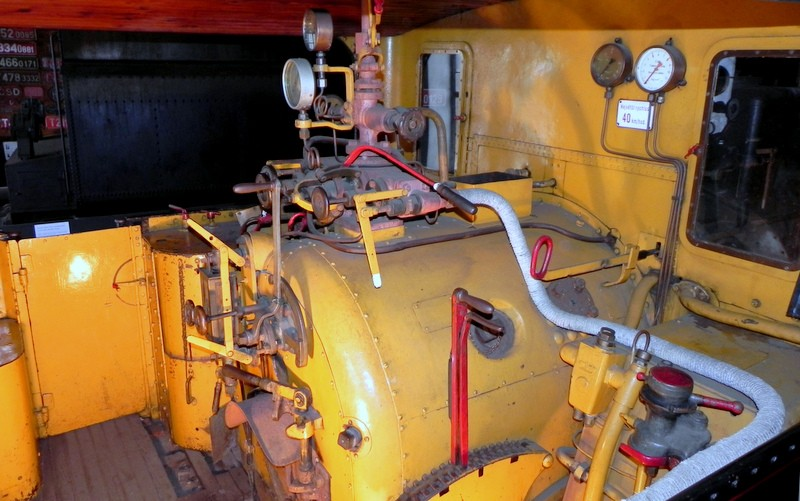
Führerstand
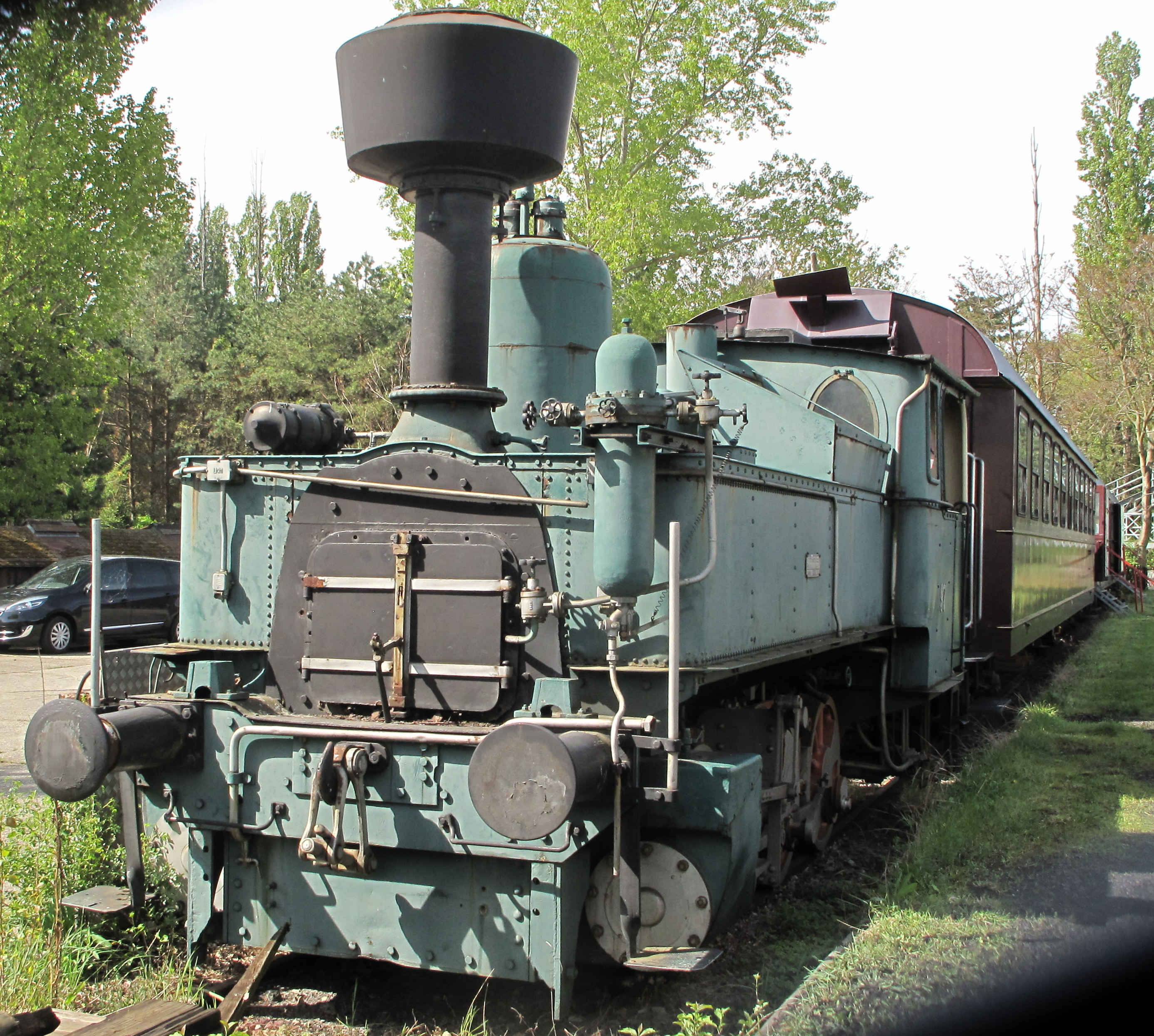
Frontansicht kkStB 97.73 im Eisenbahnmuseum Strasshof
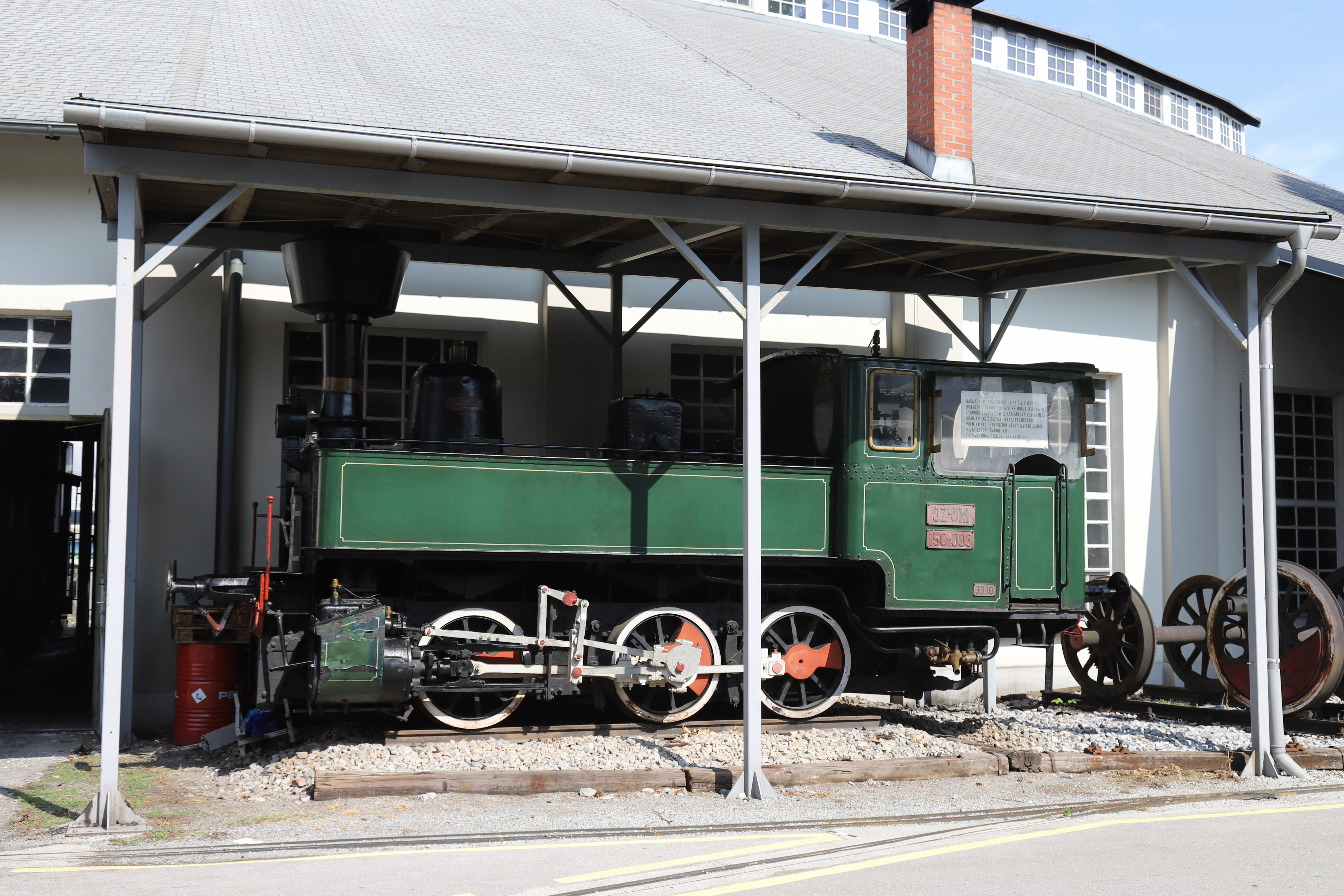
JZ 150-003 (ex kkStB 97.69) im Eisenbahnmuseum Ljubljana
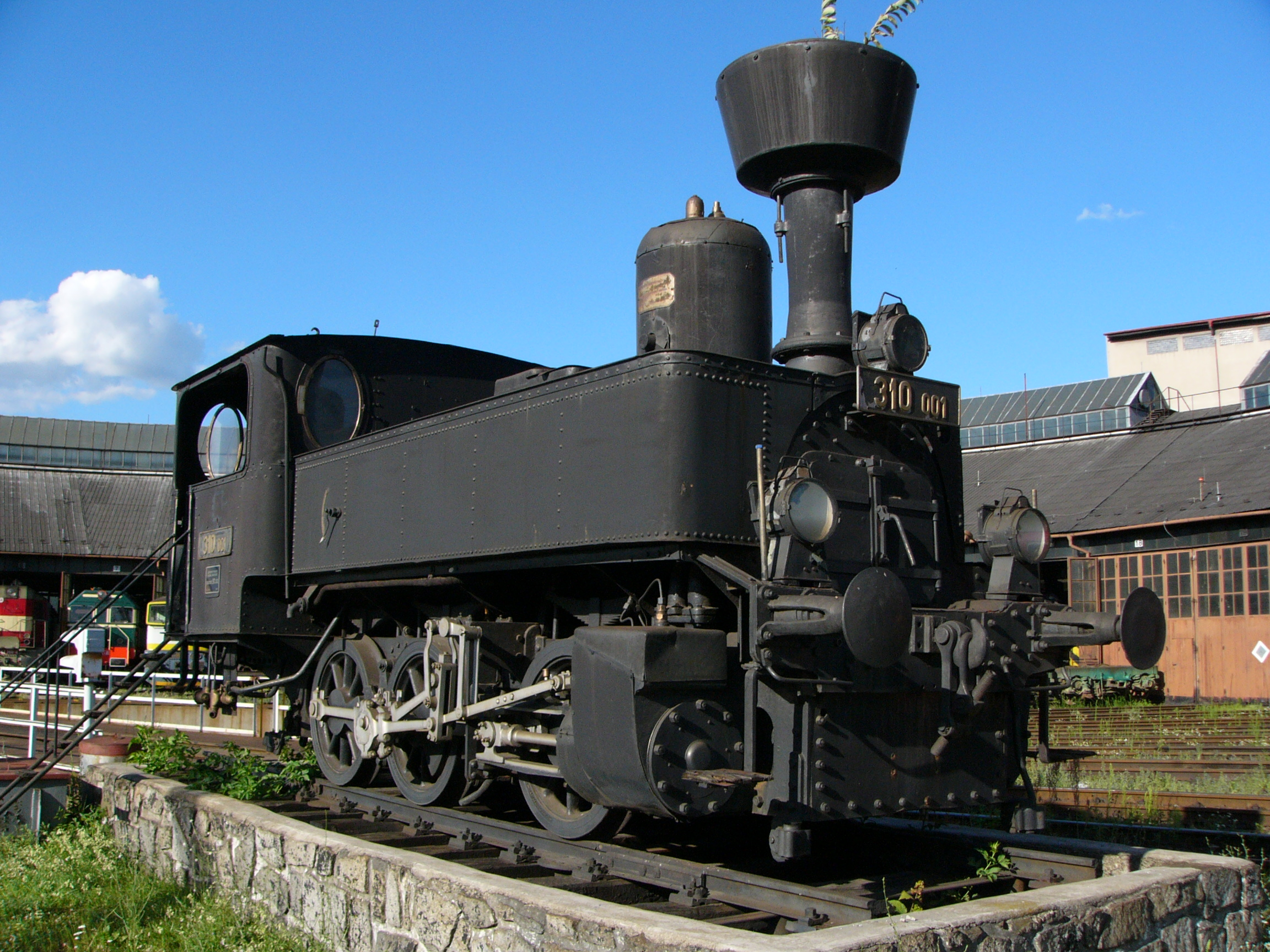
CSD 310.001 (ex kkStB 97.02) in Olmütz
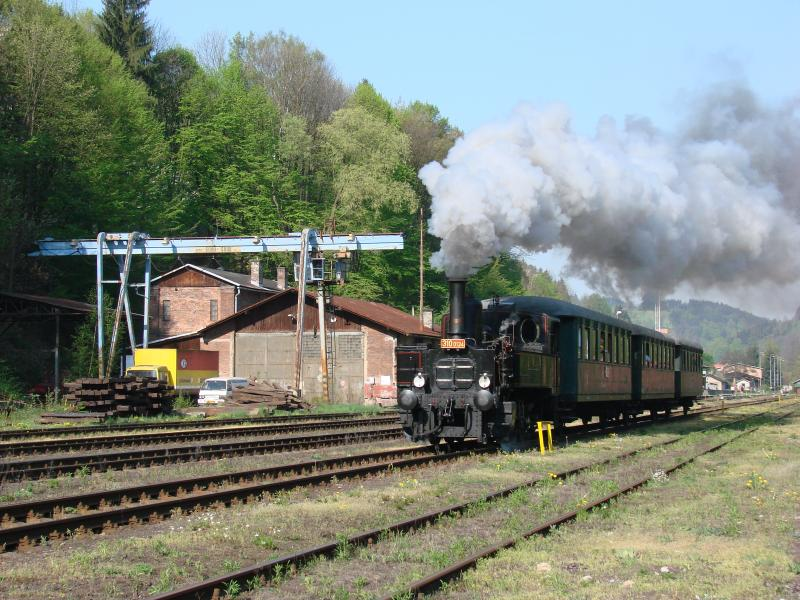
Nr. 1 „Litovel“ der ehem. Lokalbahn Littau–Groß Senitz (ČSD 310.0134) – Depot Turnov mit Sonderzug bei Železný Brod
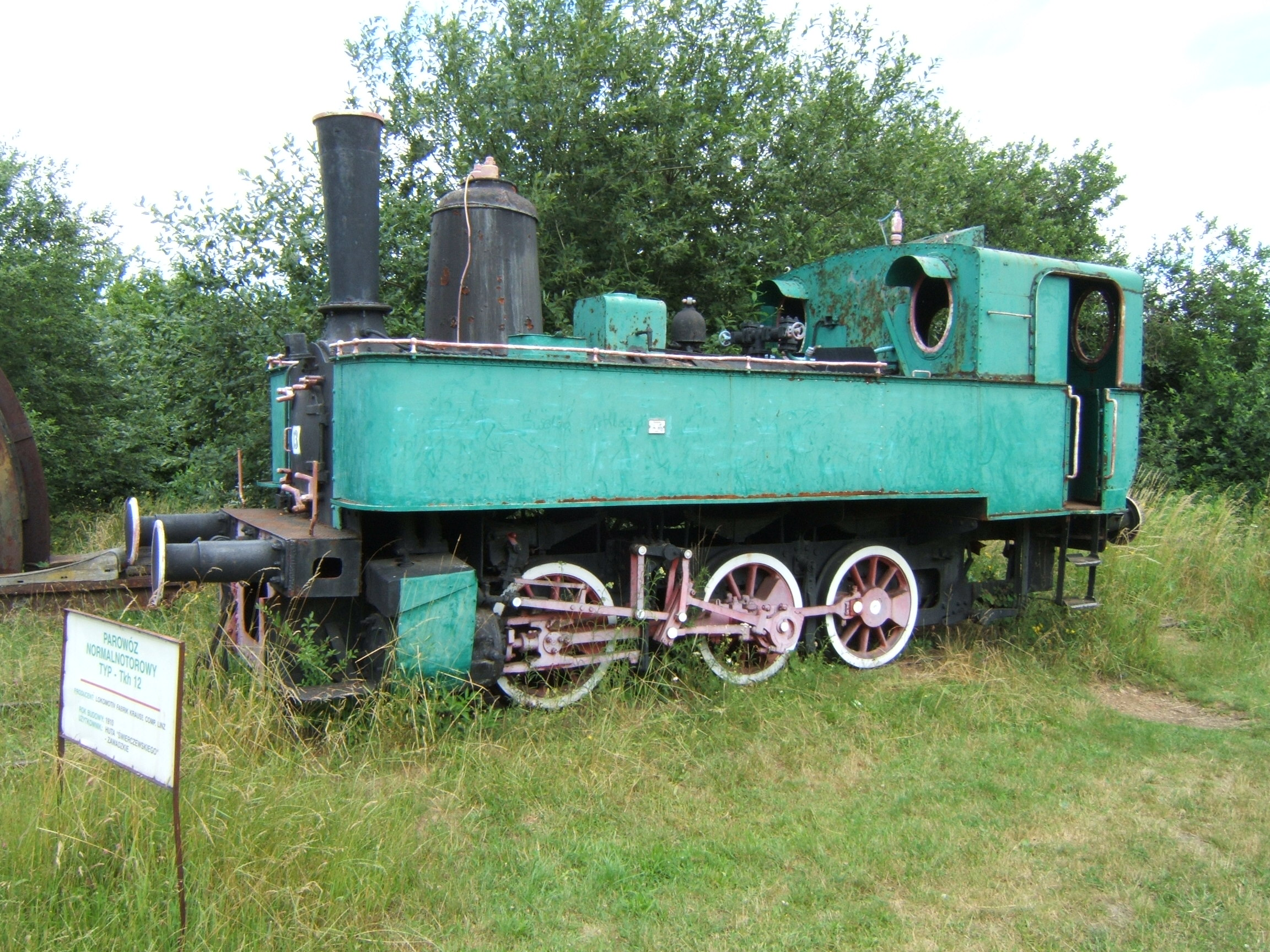
PKP Tkh12-12 im Bergbaumuseum Tarnowskie Góry